# Гяурова, Елена
Елена Гяурова (итал. Elena Ghiaurov, род. 1965, София) — итальянская актриса.

## Биография
Дочь певца Николая Гяурова и пианистки Златины Мишаковой. Ребёнком приехала с отцом в Италию, где он женился во второй раз (на певице Мирелле Френи) и поселился в Модене. Закончила в Милане школу Паоло Грасси. На сцене выступала в драмах Шекспира (Троил и Крессида, Венецианский купец), Юкио Мисимы (Мадам Сад), постановке Луки Ронкони по роману Флёр Йегги Счастливые несчастливые годы и др.

## Роли в кино
- 1998: Ты смеешься (братья Тавиани)
- 2009: Стихи меня хранят (Марина Спада, о поэтессе Антонии Поцци)

## Признание
Театральная премия имени Элеоноры Дузе (2010,  (недоступная ссылка)).